# Унія (Скерневиці)
Студентський міський спортивний клуб «Унія» Скерневиці (пол. Uczniowski Miejski Klub Sportowy Unia Skierniewice) — польський футбольний клуб із м. Скерневиці, заснований у 1945 році. Виступає у Третій лізі. Домашні матчі приймає на Міському стадіоні, місткістю 3 019 глядачів.